# Samson ben Joseph de Falaise
Samson ben Joseph de Falaise est un tossafiste du XIIe siècle.
Il est l'auteur de tossefot sur les traités talmudiques Shabbat, Erouvin (en), Yebamot, et Houlin (ou Chullin). Il a aussi écrit des décisions rituelles citées par Eliezer ben Joel HaLevi (en) sous le titre Pessaḳim. L'une de ces décisions, qui autorise une femme allaitant encore son enfant à se remarier dans les trois mois suivant son divorce, est sévèrement critiquée par Rabbenou Tam.
Il était le grand-père d'Isaac ben Abraham de Dampierre et de Samson ben Abraham de Sens. Rabbenou Tam, avec lequel il entretenait une correspondance, le tenait en haute estime.